# Шрёдер-Штейнмец, Николаус Вильгельм
Николаус Вильгельм Шрёдер-Штейнмец (нидерл. Nicolaus Wilhelm Schroeder-Steinmetz; 28 июля 1793, Гронинген — 12 ноября 1826, Гронинген) — нидерландский композитор, музыкальный журналист и переводчик.
Изучал право в своём родном городе, состоял на государственной службе как секретарь Гронингенского губернатора, был членом финансовой и военной комиссии городского управления. Играл на скрипке, альте, виолончели и фортепиано, сочинил кантату для хора и оркестра «Потоп» (нидерл. De watersnood), несколько пьес для струнного квартета, Концертино для кларнета, вариации для фортепиано, ряд хоровых и вокальных пьес. В 1818—1822 гг. выпускал в Гронингене первый нидерландский музыкальный журнал «Амфион», опубликовал статьи и рецензии об операх В. А. Моцарта, К. М. фон Вебера, Дж. Россини, о творчестве кларнетиста Иоганна Хермштедта. Был большим поклонником и пропагандистом сочинений Э. Т. А. Гофмана, перевёл на нидерландский язык и опубликовал его сборник «Ночные этюды» (1826).